# Mikael Johansson (Eishockeyspieler, 1985)
Mikael Johansson (* 27. Juni 1985 in Arvika) ist ein schwedischer Eishockeyspieler, der zuletzt bei den SCL Tigers in der Schweizer National League unter Vertrag stand.

## Karriere

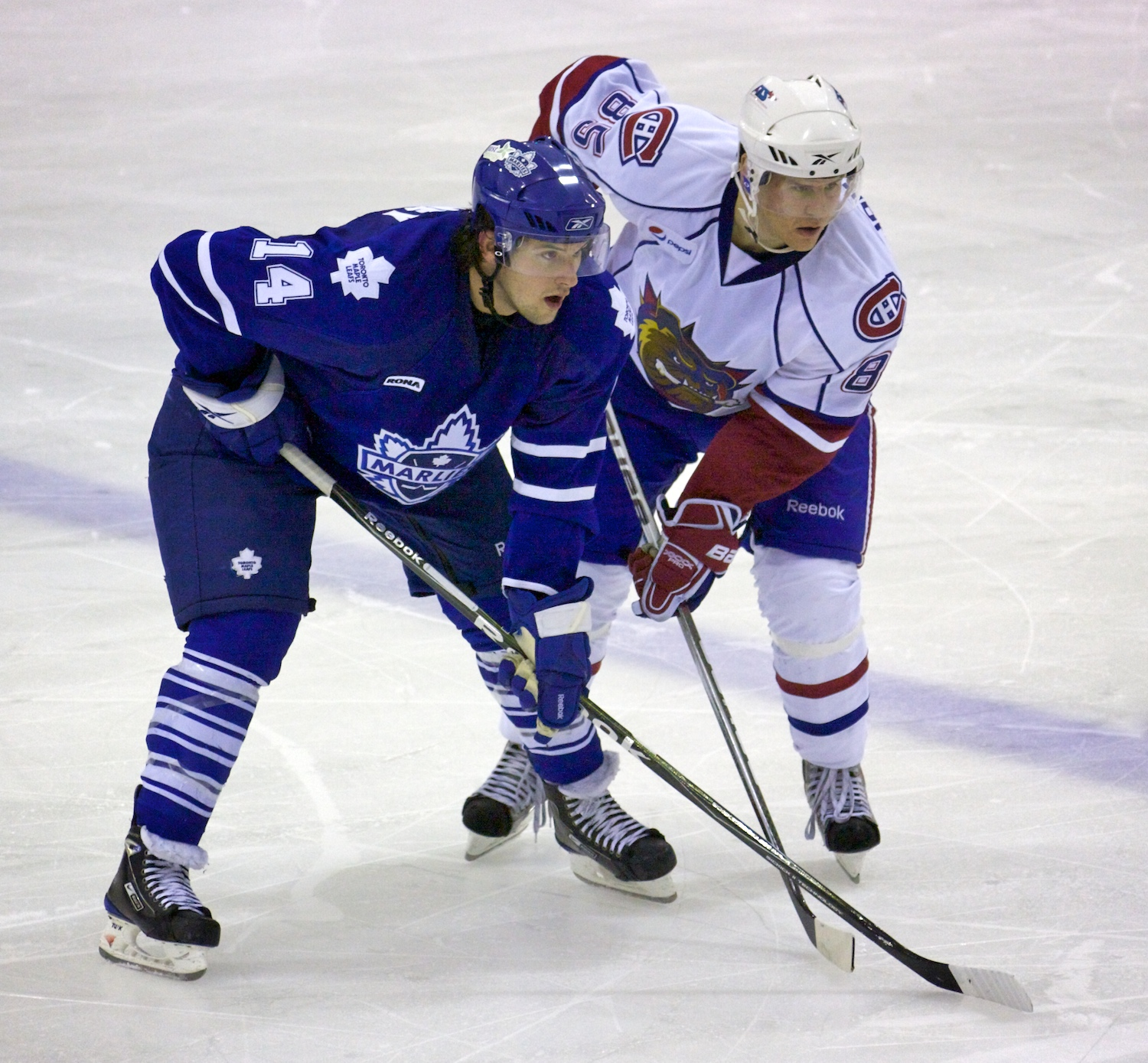
Mikael Johansson (re.) im Trikot der Hamilton Bulldogs, 2009

Mikael Johansson begann seine Karriere als Eishockeyspieler in seiner Heimatstadt in der Nachwuchsabteilung des Arvika HC, für dessen Seniorenmannschaft er von 2001 bis 2003 in der drittklassigen Division 1 aktiv war. Anschließend spielte der Center je ein Jahr lang für Arvikas Ligarivalen Skåre BK und die Profimannschaft des Bofors IK aus der HockeyAllsvenskan, der zweiten schwedischen Spielklasse. Zur Saison 2005/06 wurde er vom Färjestad BK aus der Elitserien verpflichtet. Mit der Mannschaft gewann er auf Anhieb den schwedischen Meistertitel. Diesen Erfolg konnte er mit seiner Mannschaft in den Spielzeiten 2008/09 und 2010/11 wiederholen. Einzig während des Großteils der Saison 2009/10 spielte er nicht für den FBK, sondern für die Hamilton Bulldogs in der American Hockey League.
Im Juni 2013 verließ er den FBK und wurde vom Aufsteiger Leksands IF unter Vertrag genommen. Nach nur einer Saison bei Leksand entschied sich Johansson, nochmals den Sprung ins Ausland zu wagen und unterzeichnete bei den Rapperswil-Jona Lakers in der Schweizer National League A einen Vertrag über eine Saison plus Option für eine weitere Spielzeit.
Nach einer für Johansson durchzogenen Saison, welche mit dem Abstieg der Lakers aus der National League A endete, kehrte er nach Schweden zurück, wo er bei Färjestad BK einen Einjahresvertrag ab Mai 2015 unterzeichnete.
Zu Beginn der Saison 2016/17 stand er beim HK Lada Toljatti in der KHL unter Vertrag, wurde jedoch im Oktober 2016 entlassen und wenig später vom Helsingfors IFK verpflichtet. Im September 2017 wechselte Johansson dann zur Brynäs IF, im Dezember des gleichen Jahres weiter zum HC Davos. Im Februar 2018 wurde er dann von den SCL Tigers verpflichtet. Nach der Saison 2018/19 löste er seinen Vertrag bei den Tigers aufgrund mehrerer Verletzungen auf und kehrte nach Schweden zurück.

## Erfolge und Auszeichnungen
- 2006 Schwedischer Meister mit dem Färjestad BK
- 2009 Schwedischer Meister mit dem Färjestad BK
- 2011 Schwedischer Meister mit dem Färjestad BK

## Elitserien-Statistik
(Stand: Ende der Saison 2010/11)